# Micro assicurazione
Con il termine Micro assicurazione si indica l'insieme di prodotti assicurativi destinati alle fasce di popolazione più povere (basso reddito o prive del tutto). Risponde al bisogno di prodotti assicurativi che tali soggetti hanno ma che non trova una adeguata offerta nel settore assicurativo tradizionale proprio a causa della loro condizione economico-sociale. Le Microassicuazioni nascono dunque  per far fronte a tale esigenza e si caratterizzano per diversi aspetti quali un basso premio richiesto agli assicurati e una copertura di valore limitato. Inoltre, come nel normale settore assicurativo, anche le Microassicurazioni rispondono ai diversi bisogni legati alla vita dell'uomo quali polizze sulla vita, incidenti, malattia, furto, calamità naturali ed altri ancora anche se oggi il ramo più sviluppato è quello vita. In sintesi la Microassicurazione offre polizze ai soggetti a basso reddito bisognosi di proteggersi da uno o più rischi ai quali sono esposti. È uno dei strumenti di Microfinanza più importanti sui quali si sta focalizzando l'attenzione negli ultimi anni, sono infatti diverse le compagnia assicurative che hanno iniziato ad ampliare la loro gamma prodotti inserendo anche tale servizio finanziario. Tuttavia lo strumento è afflitto da alcune criticità che a oggi non ne favoriscono il pieno sviluppo. La prima riguarda la mancanza di una regolamentazione specifica del settore assicurativo nella maggior parte dei PVS. L'altra riguarda la carenza di infrastrutture nonché di statistiche e di dati, quali ad esempio le serie storiche, sulla base delle quali le compagnie assicurative possono calcolare le tavole di mortalità, i premi ed altro. Il superamento di questi vincoli richiede anche l'intervento delle stesse autorità governative dei paesi interessati.